# Kathedrale des Heiligen Erzengels Michael (Łomża)
Die  Kathedrale des Heiligen Erzengels Michael (poln. Katedra św. Michała Archanioła w Łomży) in Łomża ist die  römisch-katholische  Kathedrale in der Altstadt.

## Geschichte
Eine erste hölzerne Pfarrkirche soll bereits um das Jahr 1000 in Łomża errichtet worden sein. Im 14. Jahrhundert entstand an der Stelle der heutigen Kathedrale eine erste Kirche, die jedoch bereits Ende des 15. Jahrhunderts baufällig wurde. Möglicherweise handelte es sich hierbei um die Schlosskirche. Die masowischen Herzöge Janusz III. und Stanisław von Masowien sowie ihre Mutter Anna Radziwiłł entschieden sich daher Anfang des 16. Jahrhunderts zu einem Neubau. Die heutige Kathedrale wurde in der Spätgotik im Stil der Masowischen Backsteingotik bis 1526 errichtet und 1525 von Bischof Andrzej Noskowski eingeweiht. Eine erneute Einweihung fand bereits 1531 durch den Erzbischof Andrzej Krzycki statt. Um 1550 wurde die Kirche im Stil der Renaissance umgestaltet. Aus dieser Zeit stammen auch die Rensaissance-Grabmäler von Santi Gucci und seiner Werkstatt. Die Kirche wurde während der Schwedischen Sintflut beschädigt und von 1691 bis 1692 von Simone Giuseppe Belotti barockisiert. Der Rokokostuck im Innenraum stammt von 1752. Weitere Umbauarbeiten wurden im 19. Jahrhundert getätigt. 1925 wurde die Kirche zur Kathedrale erhoben. In den 1930er Jahren wurde die Kathedrale von Stefan Cybichowski restauriert. Jedoch wurde sie bereits im Zweiten Weltkrieg wieder stark in Mitleidenschaft gezogen. 1947 wurde das Dach der Kathedrale wieder geschlossen. Die Restaurierung erfolgte in den Jahren von 1953 bis 1958 unter der Leitung von Władysław Paszkowski.

## Geographische Lage
Die Kirche befindet sich in der Altstadt von Łomża im historischen Masowien.